# Eldstierna
Eldstierna är en svensk först adlig och senare friherrlig adelsätt, numera utdöd.
Ätten Eldstierna delar ursprung med ätten Stierneld och härstammar båda från en fogde Lars på Händelö, vars troliga patronymikon var Björnsson (död 1657). Dennes äldste son, sedermera landshövdingen i Östergötland Lars Larsson Eld (cirka 1623-1701), adlades den 20 november 1662 under namnet Eldstierna och upphöjdes den 11 september 1691 till friherre. Hans ätt dog ut 1758.
I äldre genealogier (till exempel Gabriel Anreps ättartavlor) antogs båda ätterna Eldstierna och Stierneld härstamma från Erik XIV:s son Gustav och dennes föregivna älskarinna eller hustru Brita Karth. Dessa uppgifter, vilka stammar från den kände historieförfalskaren Adolf Ludvig Stierneld, har redan med början 1869 avfärdats av ett flertal historiker och genealoger (se artikeln om Brita Karth för närmare beskrivning härav).